# Željko Kocaj
Željko Kocaj (Sarajevo, 7. studenog 1958.), hrvatski književnik iz Bosne i Hercegovine.
Odrastao je u Vitezu. Diplomirao 1983. godine na Ekonomskom fakultetu Sveučilišta u Zagrebu. Dosad je objavio šest knjiga proze: "Neke godine" (1995.), "Ranjeni labud" (1997.), "Dijaspora" (1999.), "Requiem za Bosnu" (2001.), "Nebo iznad Lijeske" (2005.), "Buka, bijes i autobus" (2011.), te eseje, oglede i reagiranja u knjizi "Što je pisac htio reći" (2009.), kazališne tekstove "Bosanski tarot i Lanac sreće" (2014.) kao i zbirku poezije "Rumba za Zdenku K." (2016.). 
Dobitnik nagrade Ranko Marinković zagrebačkog Večernjeg lista za priču za 2003. godinu. Bavi se novinarstvom, izdavaštvom i marketing uslugama. Urednik većeg broja različitih publikacija, knjiga i časopisa. Živi i radi u Vitezu.